# SS Sultana

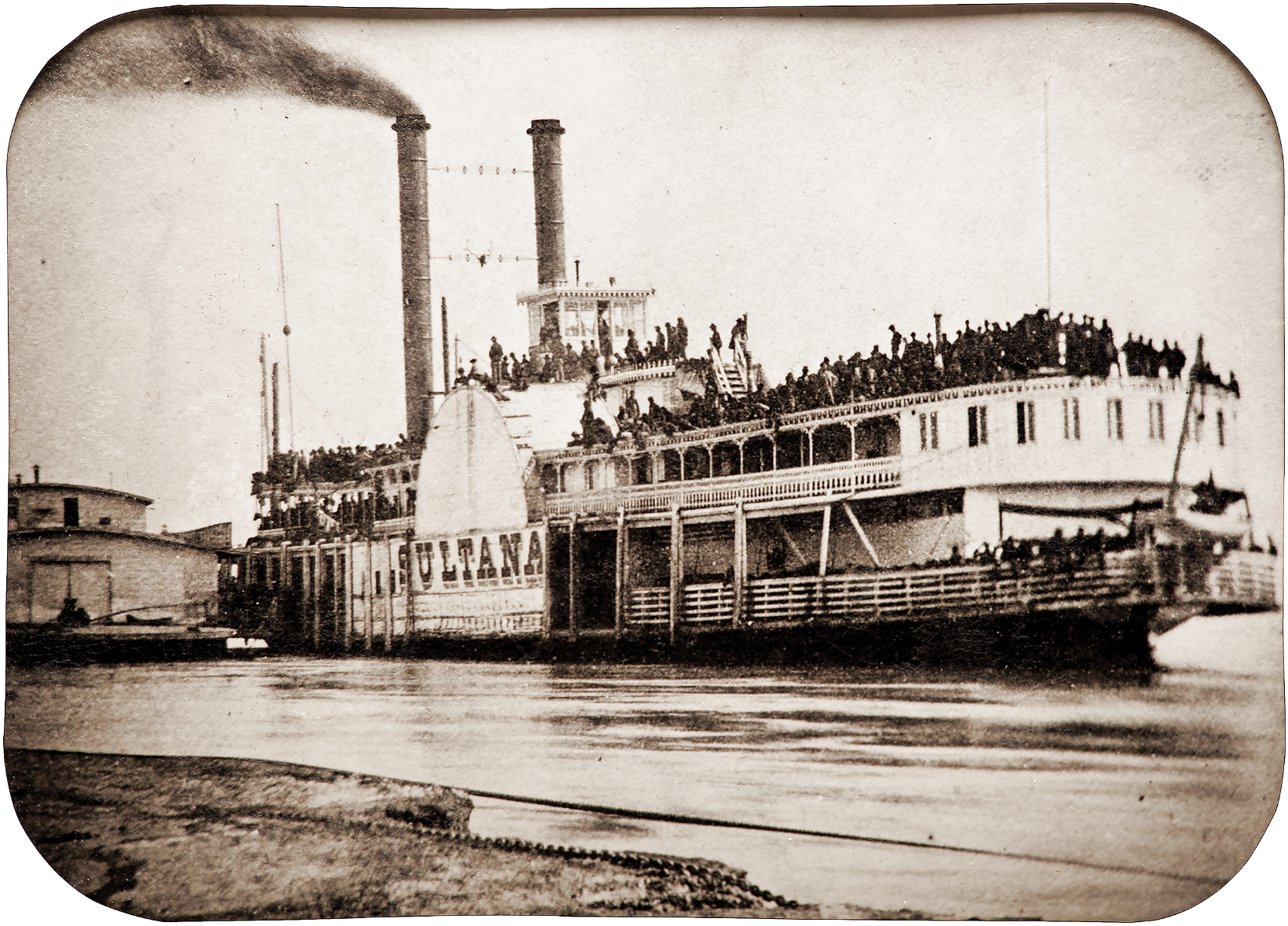
Imagens do SS Sultana em Helena, Arkansas, em 26 de abril de 1865, um dia antes de sua destruição. Uma multidão de prisioneiros em liberdade condicional cobre seu convés.

O SS Sultana foi um barco a vapor comercial de com rodas de pás que explodiu e afundou no Rio Mississippi em 27 de abril de 1865, matando 1.169 pessoas no que continua sendo o pior desastre marítimo da história dos Estados Unidos.
Construído em madeira em 1863 pela empresa John Litherbury Boatyard em Cincinnati, Ohio, o SS Sultana foi planejado para o comércio de algodão do baixo Mississippi. O navio pesava 1.719 toneladas e normalmente carregava uma tripulação de 85 pessoas. Por dois anos, ele fez uma rota regular entre Saint Louis e Nova Orleans e foi frequentemente contratado para transportar tropas durante a Guerra Civil Americana. Embora projetado com capacidade para apenas 376 passageiros, ele carregava 2.130 pessoas quando três das quatro caldeiras do barco explodiram e o fizeram afundar perto de Memphis, Tennessee. O desastre foi ofuscado na imprensa pelos eventos que cercaram o fim da Guerra Civil, incluindo o assassinato do assassino do presidente Abraham Lincoln, e de John Wilkes Booth, no dia anterior. Ninguém jamais foi responsabilizado pela tragédia.
Em 2018, foi lançado o filme "Remember the Sultana", detalhando o desastre marítimo, dirigido por Mark e Mike Marshall e estrelado por Ray Appleton, Mackenzie Astin e Sean Astin.